# ハーバート・ローフォード
ハーバート・ローフォード（Herbert Lawford, 1851年5月15日 - 1925年4月20日）は、イングランド・ウェストミンスター・ベイズウォーター出身の男子テニス選手。1887年のウィンブルドン選手権男子シングルス優勝者である。彼はトップスピン（順回転）をかけたフォアハンド・ストロークを編み出したことでも知られ、そのショットは彼の名前をとって「ローフォード・ストローク」（Lawford Stroke）と呼ばれた。右利きの選手。

## 来歴
世界最古のテニス・トーナメントであるウィンブルドン選手権は、1877年に第1回大会が始まった。第2回大会以後は、「チャレンジ・ラウンド」（挑戦者決定戦）から「オールカマーズ・ファイナル」（大会前年優勝者とチャレンジ・ラウンド勝者で優勝を争う）への流れで優勝者を決定した。ローフォードは第2回大会の1878年から出場を始め、初参加時は準決勝でロバート・アースキンに敗れた。第4回大会の1880年、ローフォードは初めて「チャレンジ・ラウンド」を制覇し、大会前年優勝者ジョン・ハートリー（1849年 - 1935年）への挑戦権を得たが、オールカマーズ・ファイナルでハートリーに 3-6, 2-6, 6-2, 3-6 で敗れた。1884年から1886年まで、ローフォードは3年連続でウィリアム・レンショーと決勝対決をしたが、いずれもレンショーに敗れて準優勝になった。レンショーは1881年から1886年までウィンブルドン男子シングルス「6連覇」を達成したが、ローフォードはなかなか記録阻止に手が届かなかった。
1887年、ウィリアム・レンショーはテニス肘（テニス・エルボー）のためウィンブルドン大会に出場せず、ここで自動的に連覇記録が止まる。オールカマーズ・ファイナル方式の場合、自動的に決勝に出場できる前年優勝者が出場しなかった場合は、チャレンジ・ラウンド決勝の結果を優勝記録表に記載する。1887年のチャレンジ・ラウンド決勝進出者は、ウィリアムの双子の兄であるアーネスト・レンショーとローフォードであった。ローフォードはアーネストに 1-6, 6-3, 3-6, 6-4, 6-4 のフルセットで勝ち、10年連続出場でようやくウィンブルドン初優勝を成し遂げた。この時、ローフォードは36歳を迎えていた。しかし、1888年のオールカマーズ・ファイナルで、ローフォードはアーネストに 3-6, 5-7, 0-6 のストレートで完敗し、大会2連覇を逃した。ローフォードは1890年のチャレンジ・ラウンド2回戦敗退を最後に、ウィンブルドン選手権から引退した。
ウィンブルドン選手権の男子ダブルスは、1879年から1883年までオックスフォードで開催され、1884年から男子シングルスと同じ「オールイングランド・ローンテニス・アンド・クローケー・クラブ」で行われるようになった。ローフォードはオックスフォード開催の男子ダブルスで、第1回大会の1879年にロバート・アースキンと組んだ優勝がある。1880年の男子シングルスでは、ローフォードはE・ルボックとともに「81本」ものラリーを続けたこともあった。（ルボックの名前はベスト8以上に載っていないため、それ以前の早いラウンドの試合になる。）ウィンブルドン選手権の黎明期を築いたハーバート・ローフォードは、74歳を迎える1ヶ月前の1925年4月20日にスコットランドで亡くなった。

## ウィンブルドン選手権の成績
- 男子シングルス：1勝（1887年）　［準優勝5度：1880年・1884年-1886年・1888年］
- 男子ダブルス：1勝（1879年）　［オックスフォード開催の第1回、公式優勝記録表には記載されず］